# کوه سپیدار
کوه سپیدار نام یکی از کوه‌های استان فارس می‌باشد.

## جغرافیا
این کوه جزو ارتفاعات غربی استان فارس می‌باشد که از فرمشکان کوار شروع می‌شود و تا تادوان خفر ادامه می‌یابد همچنین دهستان خواجه‌ای فیروز آباد و بخش میمند در جبه جنوبی این کوه قرار دارند.
رشته کوه سفیدار از بلندترین ارتفاعات جنوب کشور محسوب می‌شود که قله‌های بلند آن تقریباً نیمی از سال پوشیده از برف هستند، از ذوب شدن این برف‌ها سفره‌های زیر زمینی منطقه فرمشکان کوار و خفر تغذیه می‌شوند که به خصوص در منطقه فرمشکان به برکت وجود این کوه شاهد چشمه‌های فراوان و پرآبی هستیم.
در تمام دره‌های زیبای این کوهستان چشمه‌های کوچک و بزرگی جریان دارد و در کنار فضای جنگلی این کوهستان حیات وحش بسیار زیبا و دل‌انگیزی به وجود آورده‌اند. تنها راه ماشینی این کوه از طرف میمند و در کنار روستای تنگه ریز می‌باشد.

## روستاهای اطراف کوه
روستاهای تنگریز، گنک، شبانکاره، بنه خفرک ،آبگل، جانی آباد، دهستان فرمشکان کوار شامل دهشیب، دشت شاهرضا، خرمایی، هکوان، کدو و علی‌آباد
روستای کرفت
روستای شاغون
روستای آبسرد
روستای فشان
شهر میمند
شهر کوار